# 俄亥俄州
俄亥俄州（英語：State of Ohio），位于美國中西部，是五大湖地区的组成部分。俄亥俄州处于美国文化和地理的交叉口，州民来自新英格兰、美国中部、阿巴拉契亚和美国上南部等地区。俄亥俄州是第一个依據《西北土地法令》（Northwest Ordinance）加入聯邦的州，英文缩写为“OH”（以前為“O”）。“俄亥俄”一詞源于当地原住民易洛魁族语，意为“美好之河（Beautiful River）”。为了表达敬意，美國海軍以“俄亥俄”命名過多艘軍艦，如俄亥俄级潜艇、俄亥俄号战舰。該州高等教育發達,知名的高等學府，俄亥俄州立大学、 凱斯西儲大學、 伍斯特学院與辛辛纳提大学就位於此州內。

## 历史

### 美洲原住民
在所谓的海狸战争结束后，强大的易洛魁人联盟宣布拥有俄亥俄的大部分土地，用于捕猎尤其是海狸捕猎。从17世纪中叶到17世纪末，疫病和战争使原住民口急剧减少，领土逐渐被主要使用阿尔贡金语系的部落后裔所占据。
历史上，曾经在俄亥俄居住过的原住民部落还包括：迈阿密部落、怀恩多特部落、特拉华部落、肖尼部落、渥太华部落、明戈部落和伊利部落。

### 殖民与革命时期
18世纪，法国人在该地区建立起了贸易驿站系统，以控制毛皮贸易。
1754年，英法之间爆发法印战争。根据战后的《1763年巴黎條約》，法国放弃对俄亥俄和西北領地的控制，将其转让给英国。1760年代的庞蒂亚克战争削弱了英国的军事控制，并随着美国获得独立战争的胜利而完全终结。根据1783年的《巴黎条约》，英国完全放弃对俄亥俄的控制。
在美国独立战争之前，有很多殖民者越过阿巴拉契亚山脉进入阿巴拉契亚高原和五大湖地区，其中殖民者在俄亥俄境内建立的第一个定居点位于今天的玛丽埃塔，而俄亥俄河是殖民者西进过程中的主要通道，所以俄亥俄南部最先出现永久定居点。
美国根据1787 年西北法令创建了西北地区，旧西北地区最初包括以前称为俄亥俄和伊利诺伊的地区。当俄亥俄准备建州时，印第安纳领地成立，将西北地区缩小到大约现在俄亥俄州的大小，加上密歇根下半岛的东半部和上半岛的东端，以及印第安纳州东南部的一小片区域。

### 19世纪
根据《西北法案》，一旦人口达到60,000的地区就可以被定义为州。尽管1801年12月俄亥俄州的人口只有 45,000 人，但国会认为其增长速度足够快，并通过1802年授权法案加速了这一进程。1803年，俄亥俄领地提交建州和加入联邦的申请，获得美国国会通过，3月1日，俄亥俄州建立。俄亥俄州政府准备建立一座位于地理中心的州府，1812年在富兰克林县境内找到一处地方建设新的首府，并以航海家哥伦布为新首府命名。
俄亥俄建立之初和康涅狄格州存在领土纠纷。虽然这两个州相距很远，但在美国建国初期曾将今天克利夫兰一带划给康涅狄格州作为储备土地（储备一词也被用于凯斯西储大学的命名），但由于距离遥远难以管理，康涅狄格州最终放弃了这个地区。
尽管许多美洲原住民为了躲避美国的扩张而向西迁移，但很多人仍然定居在该州，有时甚至部分同化。1809年左右开始，肖尼族再次对侵略进行抵抗。在特库姆塞酋长的领导下，特库姆塞战争于1811年在俄亥俄州正式打响。1812年战争开始后，英国人决定从加拿大进攻俄亥俄州北部，并得到了肖尼族的合作。这种情况一直持续到 1813年特库姆塞在泰晤士河战役中阵亡为止。除俄亥俄州西南部的佩科威人外，大部分肖尼人被强行迁移到西部。
俄亥俄州在1835–1836与密歇根领地发生过冲突，史称托莱多战争，最终这次“战争”中唯一的军事对抗只是几声鸣枪示警，没有人员伤亡。1836年由于严重的财政危机和联邦政府的压力，密歇根政府交出了该片土地。通过这个妥协，密歇根获得了成为美国一个州的地位。
内战前铁路的修建将俄亥俄带入了工业时代。此前俄亥俄的交通主要依赖水运，克利夫兰就是作为五大湖和运河的交汇处枢纽地位而得到了很大的发展。俄亥俄州的中心地位和人口使其在内战期间占据重要地位。俄亥俄河是部队和补给运输的重要动脉，俄亥俄州的铁路也是如此。俄亥俄州的工业使该州成为内战期间联邦最重要的州之一。俄亥俄州的人均士兵人数比联盟中任何其他州都多。在内战期间北军对军备的大量需求对俄亥俄的工业起到了刺激作用，俄亥俄的工业和经济迅速发展。19世纪末，俄亥俄已经成为美国主要的工业州份之一，人口也排在前五。

### 20世纪
州议会于1902年5月9日正式采用俄亥俄州州旗。代顿人奥维尔·赖特 (Orville Wright) 和威尔伯·赖特 (Wilbur Wright)于1903年12月17日在北卡罗来纳州基蒂霍克 (Kitty Hawk)进行了四次短暂飞行，发明了第一架成功的飞机。俄亥俄州遭受了1913年大洪水这一最严重的自然灾害，造成至少428人死亡和数亿美元的财产损失，特别是在大迈阿密河流域周围。
20 世纪30年代，大萧条给该州带来了沉重打击。到1933年，俄亥俄州超过40%的工厂工人和67%的建筑工人失业。克利夫兰约50%的产业工人和托莱多约80%的产业工人失业，该州失业率高达37.3%。
两名俄亥俄州宇航员在20世纪 60 年代的太空竞赛中取得了重大里程碑：约翰·格伦成为第一个绕地球轨道运行的美国人，尼尔·阿姆斯特朗成为第一个在月球上行走的人类。1967年，卡尔·斯托克斯当选克利夫兰市市长，成为美国人口最多的10个城市之一的第一位非裔美国人市长。
从20世纪80年代开始，该州与其他中西部州以及纽约州、宾夕法尼亚州、安大略省和魁北克省签订了国际经济和资源合作条约和组织，包括《五大湖宪章》、《五大湖契约》和《大湖理事会》

## 地理
俄亥俄州的地理位置已被证明是经济增长和扩张的资产。由于俄亥俄州连接美國的東北部和中西部，因此许多货物和商业交通沿着其发达的高速公路经过其边境。俄亥俄州拥有全美第十大高速公路网络，一日车程内即可到达北美50%的人口和北美70%的制造能力。在北部，俄亥俄州拥有502 公里（312英里）的伊利湖湖岸線，使其能夠發展克利夫兰和托莱多等货运港口。俄亥俄州的邻居是东边的宾夕法尼亚州，西北边的密西根州，西邊的印第安纳州，南边的肯塔基州，东南边的西弗吉尼亚州。
俄亥俄州的边界按照1802年授权法案中的边界和界限定义如下：
东以宾夕法尼亚线为界，南以俄亥俄河为界，至大迈阿密河河口，西以上述大迈阿密河口正北绘制的线为界，北以一条穿过密歇根湖最南端的东西线，与上述正北线相交后向东延伸，从大迈阿密河口开始，直到与伊利湖或领土线相交，然后再穿过伊利湖到达前述宾夕法尼亚线。
俄亥俄州是五大湖區的重要組成部分，境內的主河流是俄亥俄河。
俄亥俄州管辖88個縣，俄亥俄州县级行政区列表。

## 人口
| 调查年            | 人口       | 备注 | %±     |
| ----------------- | ---------- | ---- | ------ |
| 1800              | 45,365     |      | —      |
| 1810              | 230,760    |      | 408.7% |
| 1820              | 581,434    |      | 152.0% |
| 1830              | 937,903    |      | 61.3%  |
| 1840              | 1,519,467  |      | 62.0%  |
| 1850              | 1,980,329  |      | 30.3%  |
| 1860              | 2,339,511  |      | 18.1%  |
| 1870              | 2,665,260  |      | 13.9%  |
| 1880              | 3,198,062  |      | 20.0%  |
| 1890              | 3,672,329  |      | 14.8%  |
| 1900              | 4,157,545  |      | 13.2%  |
| 1910              | 4,767,121  |      | 14.7%  |
| 1920              | 5,759,394  |      | 20.8%  |
| 1930              | 6,646,697  |      | 15.4%  |
| 1940              | 6,907,612  |      | 3.9%   |
| 1950              | 7,946,627  |      | 15.0%  |
| 1960              | 9,706,397  |      | 22.1%  |
| 1970              | 10,652,017 |      | 9.7%   |
| 1980              | 10,797,630 |      | 1.4%   |
| 1990              | 10,847,115 |      | 0.5%   |
| 2000              | 11,353,140 |      | 4.7%   |
| 2010              | 11,536,504 |      | 1.6%   |
| 2020              | 11,799,448 |      | 2.3%   |
| 2022年估计        | 11,756,058 |      | −0.4%  |
| Source: 1910–2020 |            |      |        |

| 种族                      | 2013            | 2014            | 2015            | 2016            | 2017           | 2018           | 2019           | 2020           | 2021           |
| ------------------------- | --------------- | --------------- | --------------- | --------------- | -------------- | -------------- | -------------- | -------------- | -------------- |
| 美国白人                  | 109,749 (79.0%) | 110,003 (78.9%) | 109,566 (78.7%) | ...             | ...            | ...            | ...            | ...            | ...            |
| > 白人（不含拉丁裔）      | 104,059 (74.9%) | 104,102 (74.6%) | 103,586 (74.4%) | 100,225 (72.6%) | 98,762 (72.1%) | 97,423 (72.1%) | 95,621 (71.1%) | 92,033 (71.2%) | 92,761 (71.5%) |
| 非裔美国人                | 24,952 (18.0%)  | 24,931 (17.9%)  | 25,078 (18.0%)  | 22,337 (16.2%)  | 22,431 (16.4%) | 22,201 (16.4%) | 22,555 (16.8%) | 21,447 (16.6%) | 20,748 (16.0%) |
| 亚裔美国人                | 3,915 (2.8%)    | 4,232 (3.0%)    | 4,367 (3.1%)    | 4,311 (3.1%)    | 4,380 (3.2%)   | 4,285 (3.2%)   | 4,374 (3.3%)   | 3,995 (3.1%)   | 3,862 (3.0%)   |
| 美洲原住民                | 320 (0.2%)      | 301 (0.2%)      | 253 (0.2%)      | 128 (0.1%)      | 177 (0.1%)     | 169 (0.1%)     | 204 (0.2%)     | 102 (>0.1%)    | 107 (>0.1%)    |
| 拉丁裔美国人 (含任何种族) | 6,504 (4.7%)    | 6,884 (4.9%)    | 6,974 (5.0%)    | 7,420 (5.4%)    | 7,468 (5.5%)   | 7,432 (5.5%)   | 7,725 (5.7%)   | 7,669 (5.9%)   | 8,228 (6.3%)   |
| Total Ohio                | 138,936 (100%)  | 139,467 (100%)  | 139,264 (100%)  | 138,085 (100%)  | 136,832 (100%) | 135,134 (100%) | 134,461 (100%) | 129,191 (100%) | 129,791 (100%) |

| 种族和民族构成                | 1990  | 2000  | 2010  |
| ----------------------------- | ----- | ----- | ----- |
| 美国白人                      | 87.8% | 85.0% | 82.7% |
| 非裔美国人                    | 10.6% | 11.5% | 12.2% |
| 亚裔美国人                    | 0.8%  | 1.2%  | 1.7%  |
| 美洲原住民                    | 0.2%  | 0.2%  | 0.2%  |
| 夏威夷原住民和 太平洋岛原住民 | –     | –     | –     |
| 其他种族                      | 0.5%  | 0.8%  | 1.1%  |
| 两个或更多种族                | –     | 1.4%  | 2.1%  |

## 交通
许多东西部主要交通走廊都经过俄亥俄州。其中"Ohio Market Route 3"在90年代它成为历史性的林肯高速路的一部分，并在1913年被评为重要交通干道。林肯高速是第一条跨整个美国，连接纽约和旧金山的铁路。它的到来也大大促进了俄亥俄州的发展。
俄亥俄也有228英里（367公里）的国道。主要的东西贯穿的道路包括俄亥俄收费高速路（I-80/I-90/I-76）
克里夫兰霍普金斯国际机场为大陆航空公司的主要集散地。哥伦布市有两个国际机场，哥伦布港国际机场和里肯巴克国际机场，其他主要机场分布于阿克伦、托莱多和阿克伦。

## 经济
2010年，俄亥俄州本地生產總值为4,834亿美元，在美国各州中名列第8位。这一年该州也被《选址》杂志评选为全美经济环境第2好的州（第1位是德克萨斯州）。

## 政治
政治上，俄亥俄州被认为是摇摆州（即投票主导方向不定，两党都有可能获胜）。经济学家注意到，这个中西部的区域包括了美国的全部：部分东北部，部分东南部，部分西北部，又部分南部。而且有部分的城市又有部分的乡村，有非常穷的人，也有非常富有的人。
自俄亥俄州加入美国联邦以来，除了1944年、1960年和2020年的三次选举以外，每次总统选举俄亥俄州的选举人票都投给了最终获胜的候选人。在美國總統選舉史上每一名共和黨籍總統都是在拿下俄亥俄州的情況下入主白宮。因此美國人有「贏得俄亥俄，贏全國寶座」（“As Ohio Goes, So Goes the Nation”）一說。

## 電影
史蒂芬·史匹柏、克里斯·哥倫布與原本的華納兄弟在揚斯敦成立第一間電影院後，才搬到加州。

## 重要城鎮

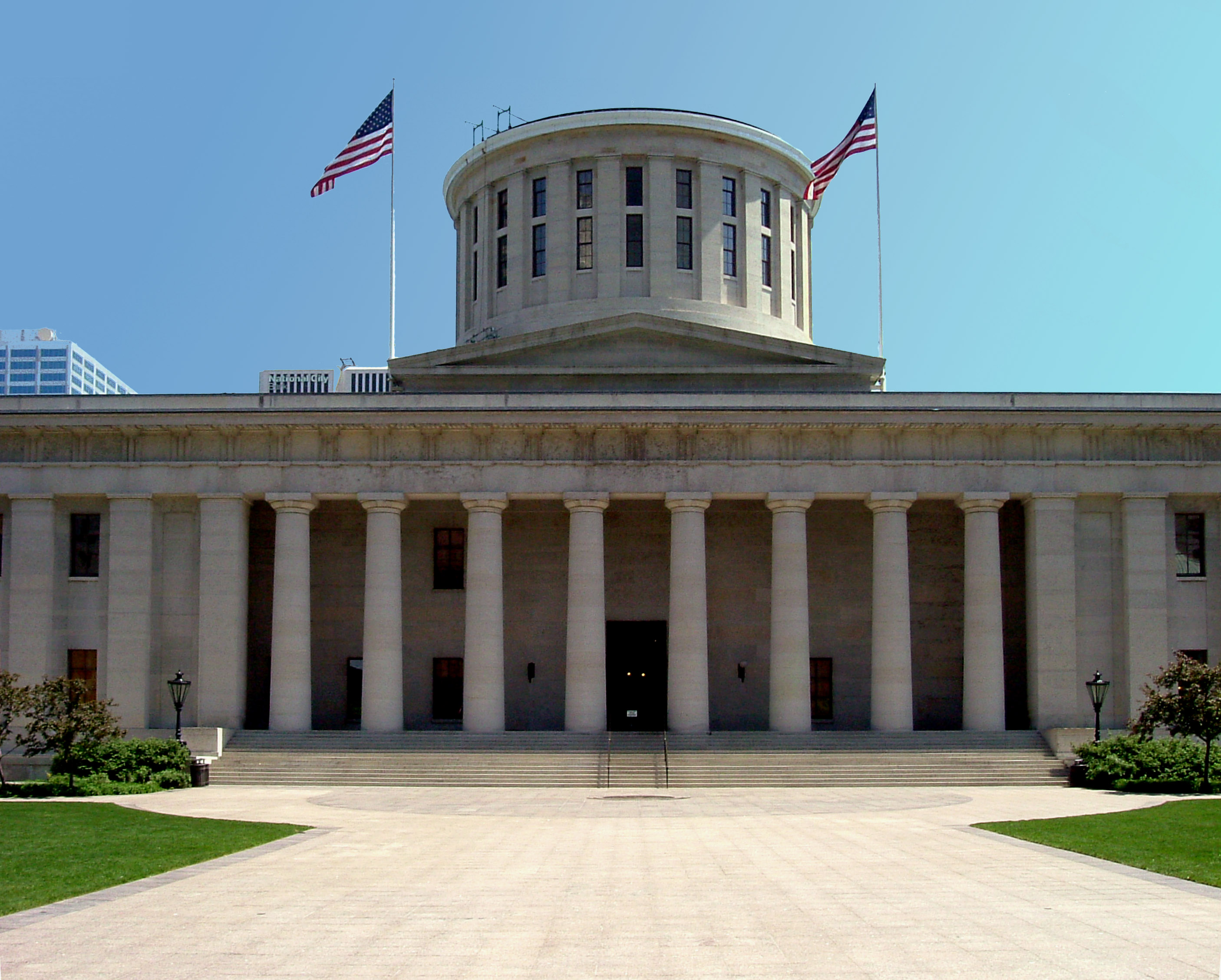
州政府

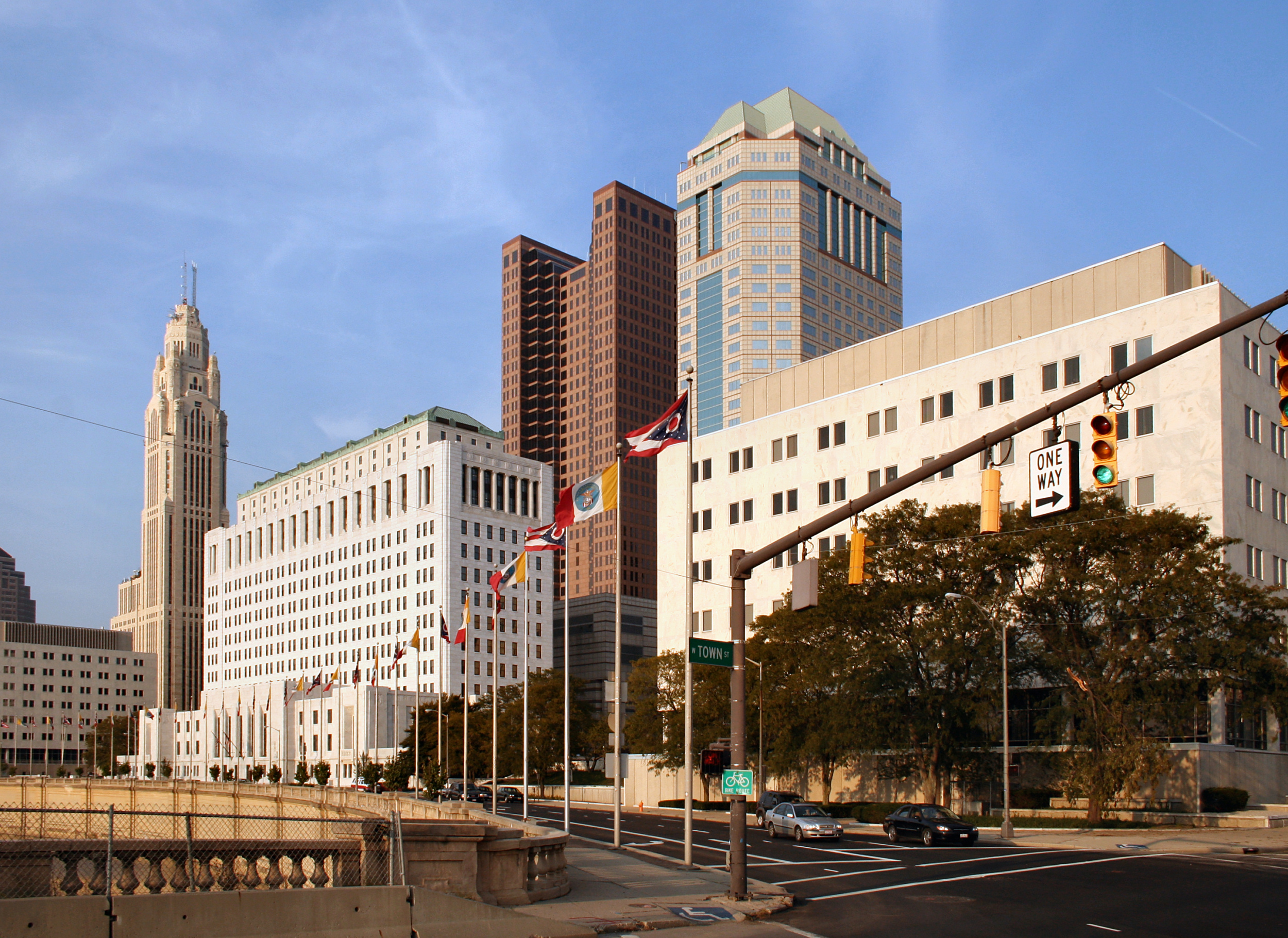
哥倫布城

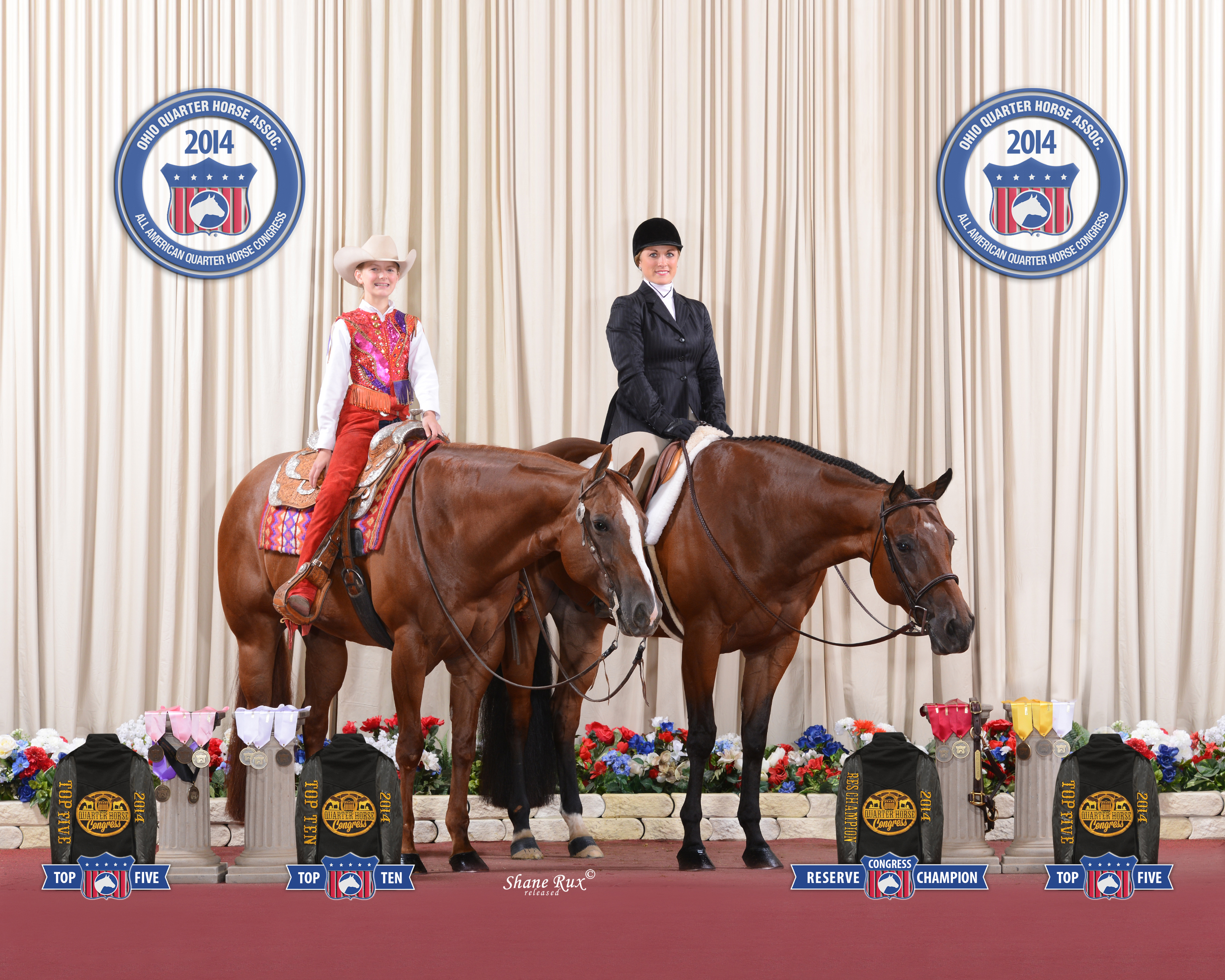
AAQHC馬術活動

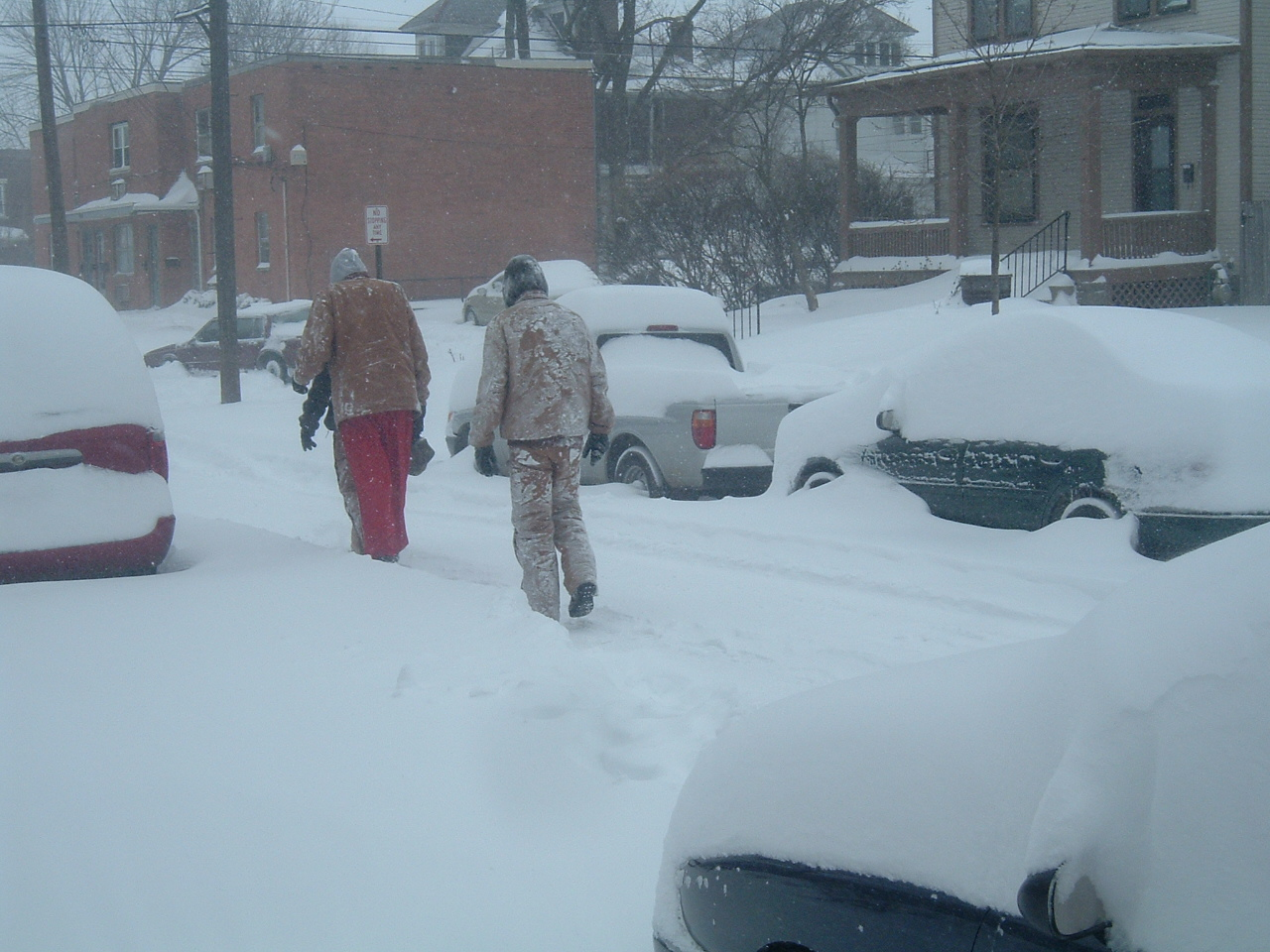
俄州冬季

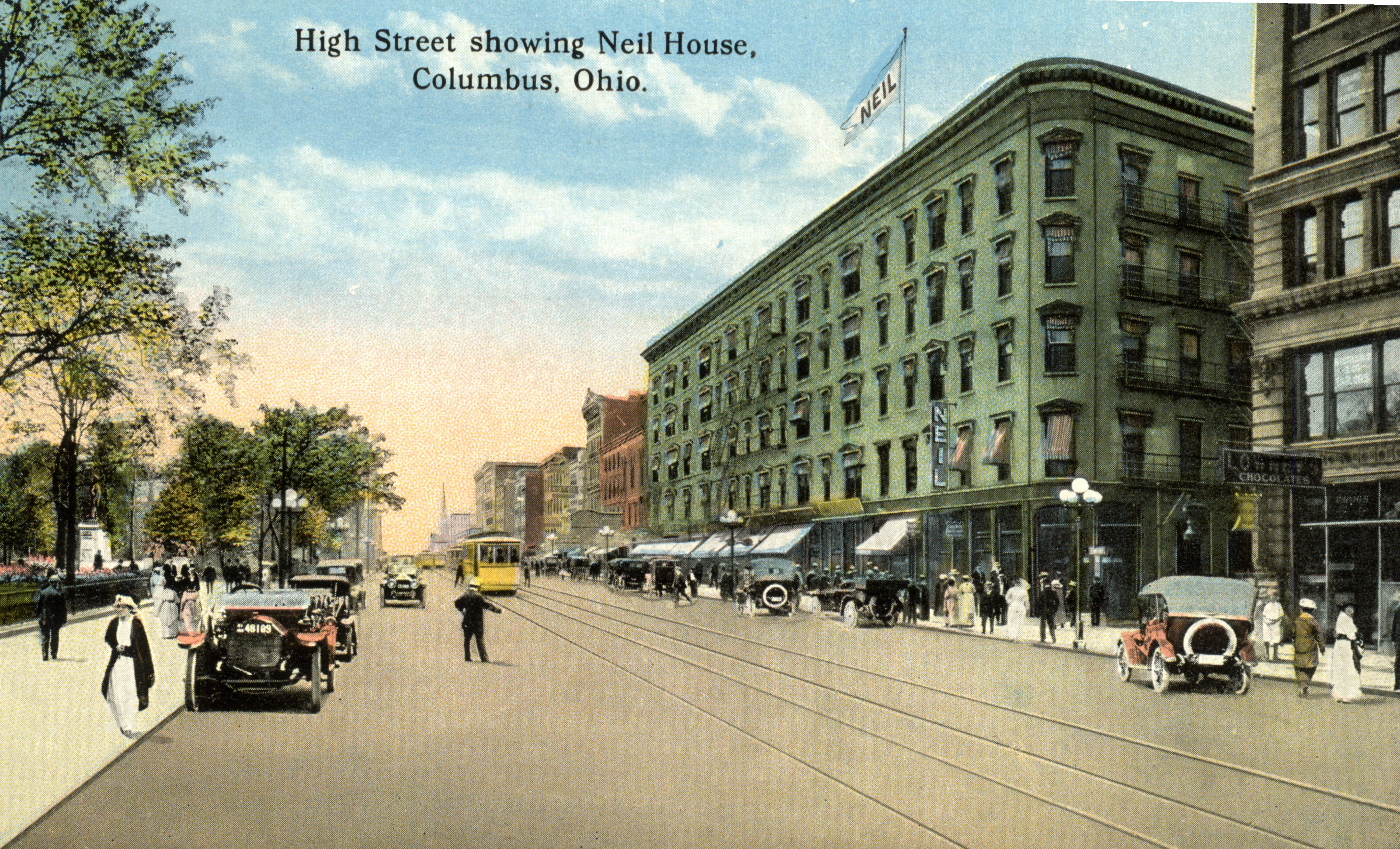
1913年的俄州素描

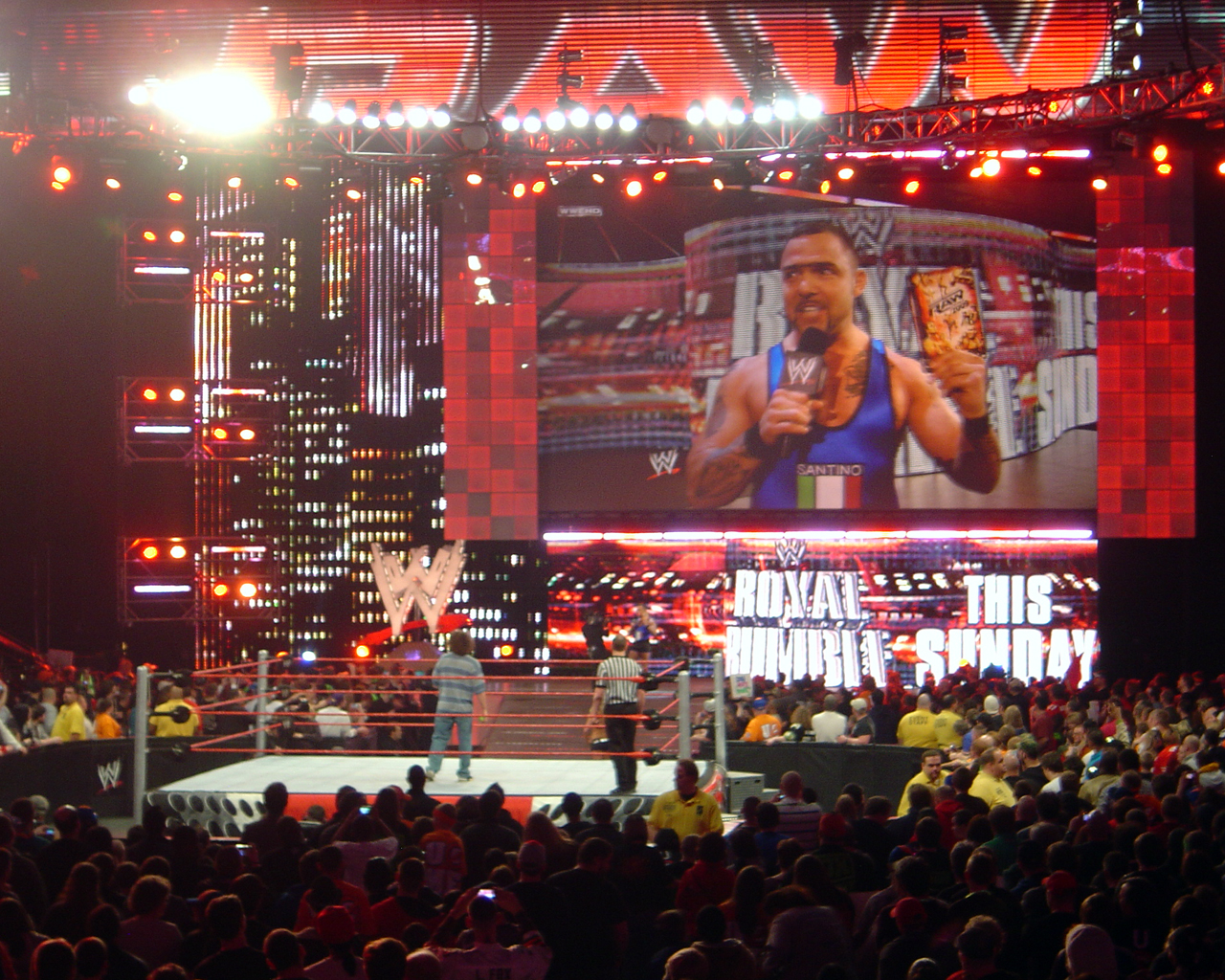
WWE RAW哥倫布賽場

東北部
- 克里夫蘭，位於該州東北，伊利湖畔
  - 欧几里德（Euclid）
  - 莱克伍德
  - 门托
  - 帕马（Parma）
- 阿克倫
- Barberton
- 不伦瑞克
- 伊利里亞
- 坎顿
- 肯特
- 沃伦、扬斯敦

西南部
- ，位於該州西南，與印第安納州和肯塔基州交界處
- 代顿

中部
- 哥伦布，首府，位於該州中部
- 阿什蘭縣，位於該州中部
- 曼斯菲尔德

西北部
- 托萊多
- 鲍林格林
- 莱马
- 芬德利
- 桑达斯基

### 都会区
| 排名 | 都会区名稱                        | 人口      |
| ---- | --------------------------------- | --------- |
| 1    | 哥伦布 MSA                        | 2,106,541 |
| 2    | 克利夫兰-伊利里亚 MSA             | 2,057,009 |
| 3    | 辛辛那提 MSA (州内部分)           | 1,680,303 |
| 4    | 代顿-凯特林 MSA                   | 806,548   |
| 5    | 阿克伦 MSA                        | 704,845   |
| 6    | 托莱多 MSA                        | 602,871   |
| 7    | 扬斯敦-沃伦-博德曼 MSA (州内部分) | 428,269   |
| 8    | 坎顿-马西隆 MSA                   | 398,655   |
| 9    | 斯普林菲尔德 MSA                  | 134,585   |
| 10   | 曼斯菲尔德 MSA                    | 121,099   |

### 镇区
俄亥俄州的“镇区”（英語：township）是“行政镇区”（英語：civil township）。俄亥俄州的部分地方都是“镇区”的一部分除了非镇区级自治体。“镇区”和“自治体”（英語：municipality）是不一致有重叠。

## 人口
2003年人口普查，俄亥俄州有11,435,798人；目前俄亥俄州的種族比例可分為：
- 85% 是白人
- 11.5% 非裔美國人
- 1.9% 是拉美裔人
- 1.2% 是亞裔美國人
- 0.2% 是印地安原住民
- 1.4% 混合的種族

俄亥俄州的前五大居民祖先為：德國人（26.5%）、愛爾蘭人（14.1%）、非裔美國人（12.2%）、英國人（9.0%）、義大利人（6.4%）。
該州有6.6%的人口在5歲以下，25.4%的人口在18歲以下，以及13.3%的人口在65歲以上。女性約占全人口比例51.4%。

### 宗教
宗教上，俄亥俄州居民的信仰比例如下：
- 61% 新教
- 24% 羅馬天主教
- 1% 其他基督教
- 1% 其他宗教教徒
- 8% 無信仰

在俄亥俄州的新教徒中，前三大派別為：浸禮會：15%、衛理公會：10%和路德會：4%。值得一提的是，本州阿米希人人口為全美國最多。

## 教育
- 詳見俄亥俄州學院和大學列表。
- 美國俄亥俄州教育廳與中華民國教育部合作續簽第四次「教育合作瞭解備忘錄」，為期4年，合作內容為中華民國教育部引進俄亥俄州的外籍英語師資，提供臺灣偏鄉學童英語教學，臺灣則每年派遣優秀華語教學助理赴俄州學校任教[17]。

## 交通

### 重要機場
- 辛辛那堤／北肯塔基國際機場（CVG）─達美航空轉運中心
- 克利夫蘭霍普金斯國際機場（CLE）─大陸航空轉運中心
- 哥倫布港國際機場（CMH）

### 重要高速公路
- 70號州際公路
- 80號州際公路
- 90號州際公路
- 71號州際公路
- 75號州際公路
- 77號州際公路
- 275号州际公路

## 重要職業運動

### 美式足球
- NFL
  - 克里夫蘭布朗
  - 辛辛那提孟加拉虎
- NCAA
  - 俄亥俄州立大學----The Ohio State University
  - 辛辛纳提大学------University of Cincinnati
  - 俄亥俄大學--------Ohio University
  - 邁阿密大學--------Miami University
  - 肯特州立大學------Kent State University
  - 艾克朗大學--------University of Akron
  - 托雷多大學--------University of Toledo
  - 鮑林格林州立大學—Bowling Green State University

### 棒球
- 大聯盟
  - 克里夫蘭守護者
  - 辛辛那堤紅人
- 小聯盟
  - 哥倫布快艇（Columbus Clippers，3A級國際聯盟，母隊：克里夫蘭守護者）
  - 托萊多泥母雞（Toledo Mud Hens，3A級國際聯盟，母隊：底特律老虎）
  - 亞克隆航空（Akron Aeros，2A級東方聯盟，母隊：克里夫蘭守護者）
  - 代頓龍（Dayton Dragons，1A級中西部聯盟，母隊：紅人）
  - 湖郡船長（Lake County Captions，1A級南大西洋聯盟，母隊：克里夫蘭守護者）
  - 馬洪寧河谷拳師狗（Mahoning Valley Scrapper，短期1A級紐約賓夕弗尼亞聯盟，母隊：克里夫蘭守護者）

### 籃球
- NBA
  - 克里夫蘭騎士
- NCAA第一级别
  - 辛辛那提大學 (1959、1960、1961、1962、1963、1992 NCAA Final Four; 1961 and 1962 National Champs 1963 Runner-up; Eight Elite Eight Appearances; Six Final Four Appearances; Two National Championships; Appearances: 24; Record: W 40, L 23; Updated in 2007)--University of Cincinnati
  - 俄亥俄州立大學----The Ohio State University
  - 澤維爾大學--------Xavier University
  - 戴頓大學----------University of Dayton
  - 邁阿密大學--------Miami University
  - 俄亥俄大學--------Ohio University
  - 托雷多大學--------University of Toledo
  - 肯特州立大學------Kent State University
  - 艾克朗大學--------University of Akron
  - 萊特州立大學------Wright State University
  - 鲍林格林州立大学---Bowling Green State University
  - 克里夫蘭州立大學---Cleveland Sate University
  - 楊斯堂州立大學-----Youngstown State University

### 冰球
- NHL
  - 哥倫布藍衣（Columbus Blue Jackets）
- NCAA
  - 鮑林格林州立大學
  - 俄亥俄大學

### 足球
- 哥伦布机员

## 其他
- 共有七個美國總统來自此州：
  1. 尤里西斯·格蘭特
  2. 拉瑟福德·B·海斯
  3. 詹姆斯·加菲爾德
  4. 本杰明·哈里森
  5. 威廉·麥金萊
  6. 威廉·霍華德·塔夫脫
  7. 沃倫·G·哈定
- 美国现役一型战略核潜艇以此州名命名：俄亥俄级核潜艇。
- 美國著名電視音樂劇歡樂合唱團背景設定在此州西北部萊馬鎮（Lima, Ohio）上虛構的威廉麥金利高中（William McKinley High School）。